# 小岩川駅
小岩川駅（こいわがわえき）は、山形県鶴岡市小岩川にある、東日本旅客鉄道（JR東日本）羽越本線の駅である。

## 歴史

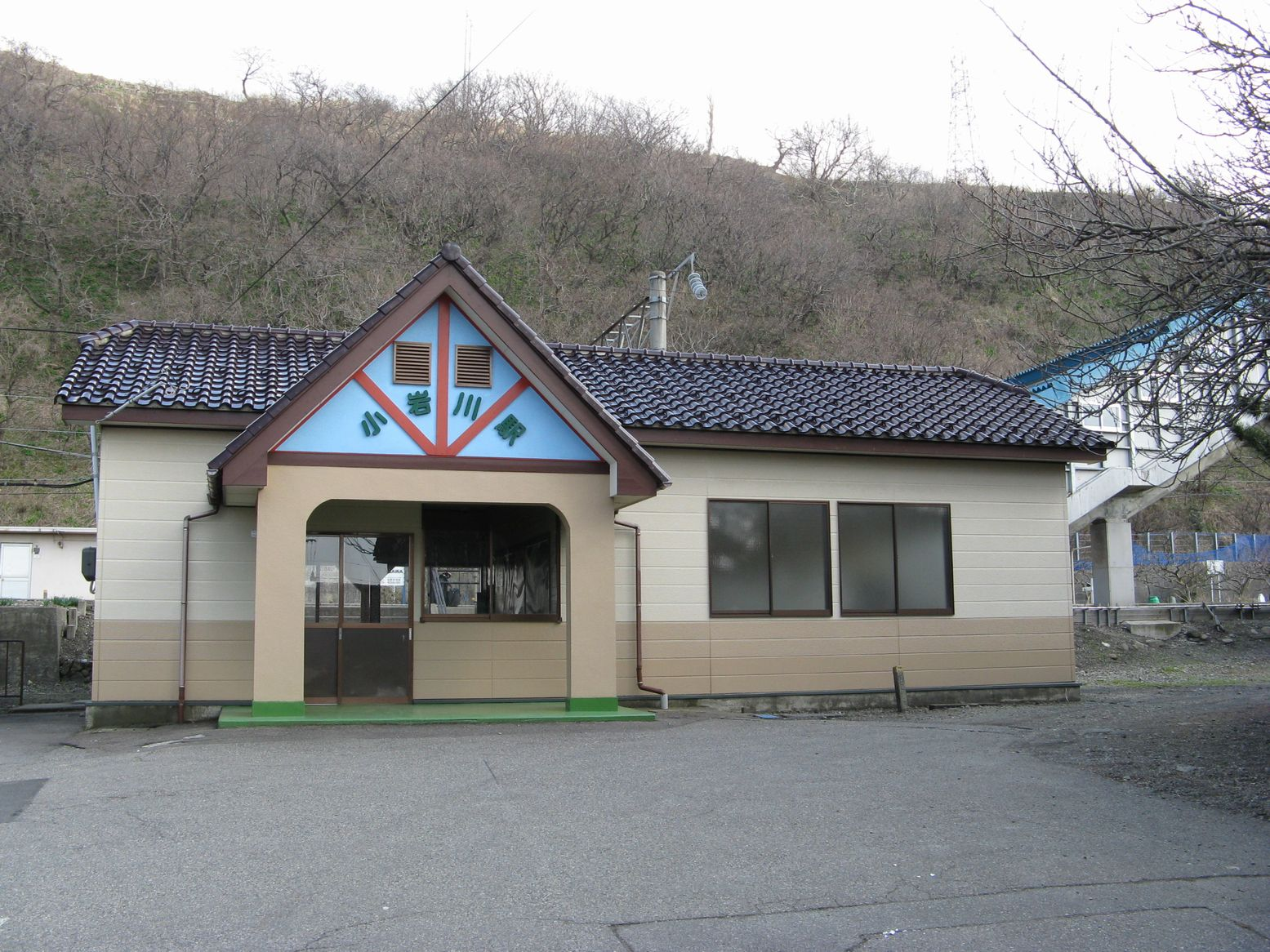
旧駅舎（2008年4月）

- 1944年（昭和19年）12月11日：運輸通信省（国鉄）の小岩川信号場として開業[1]。
- 1950年（昭和25年）2月1日：駅に昇格し、小岩川駅となる[2]。
- 1972年（昭和47年）9月1日：荷物の扱いを廃止[3]。無人化[4]。
- 1987年（昭和62年）4月1日：国鉄分割民営化に伴い、東日本旅客鉄道の駅となる[1]。
- 2006年（平成18年）7月13日：午後8時10分ごろに、大雨の影響で当駅 - あつみ温泉間で土砂崩れが発生。鼠ヶ関 - あつみ温泉間が8月9日まで不通となる。
- 2018年（平成30年）12月：駅舎改築[5]。
- 2019年（令和元年）6月18日：山形県沖地震の影響により、駅ホームが損傷し、電柱が傾く被害が出た。また、20日から羽越本線は運行再開するも当駅は当面の間、通過扱いとなる[6]。22日始発から通常営業を再開した[7][8]。

## 駅構造
相対式ホーム2面2線を有する地上駅である。両ホームは跨線橋で連絡している。
酒田駅管理の無人駅である。

### のりば
| 番線 | 路線      | 方向 | 行先                 |
| ---- | --------- | ---- | -------------------- |
| 1    | ■羽越本線 | 下り | 鶴岡・酒田・秋田方面 |
| 2    | ■羽越本線 | 上り | 村上・新津方面       |

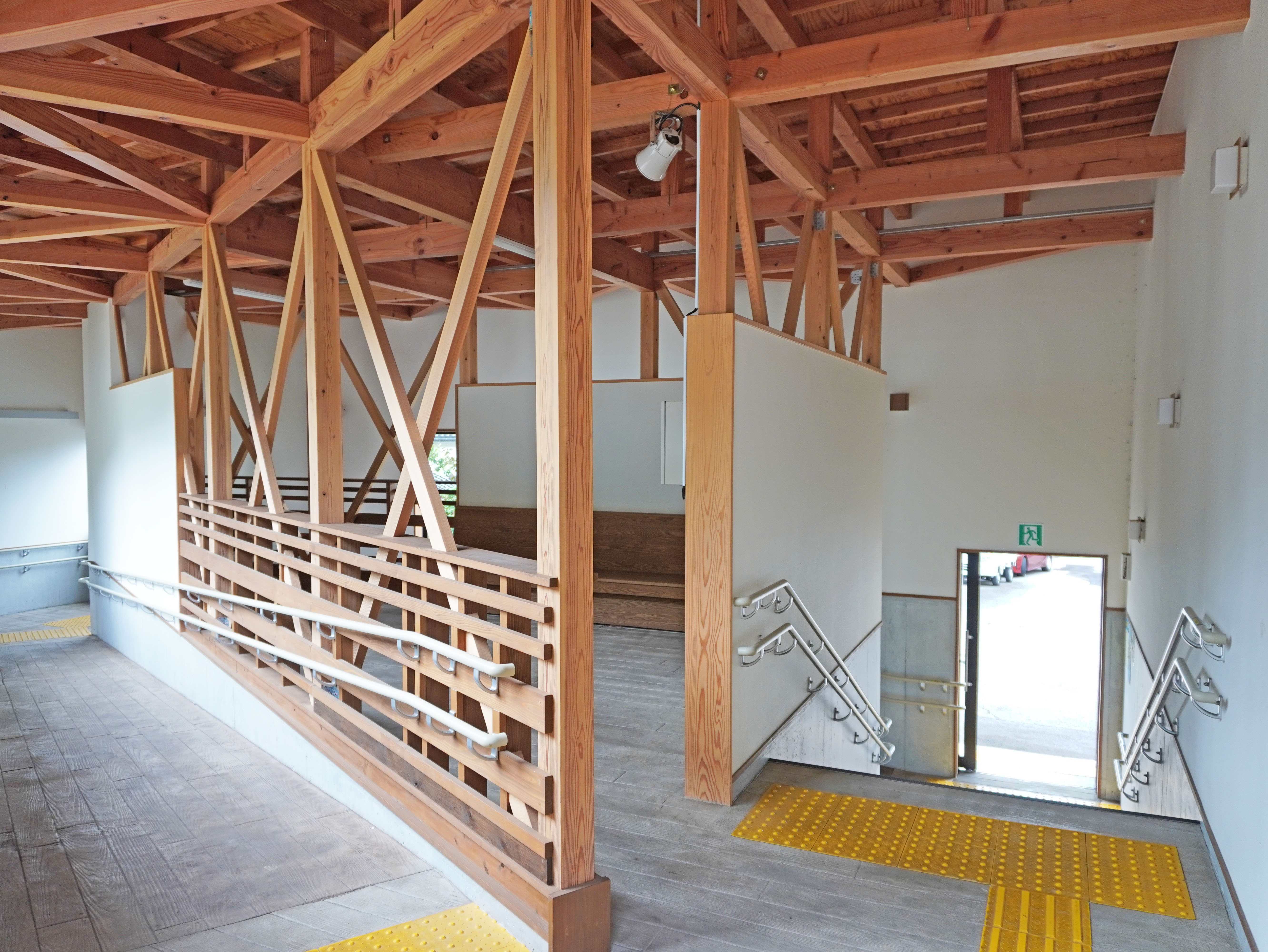
待合室（2022年9月）
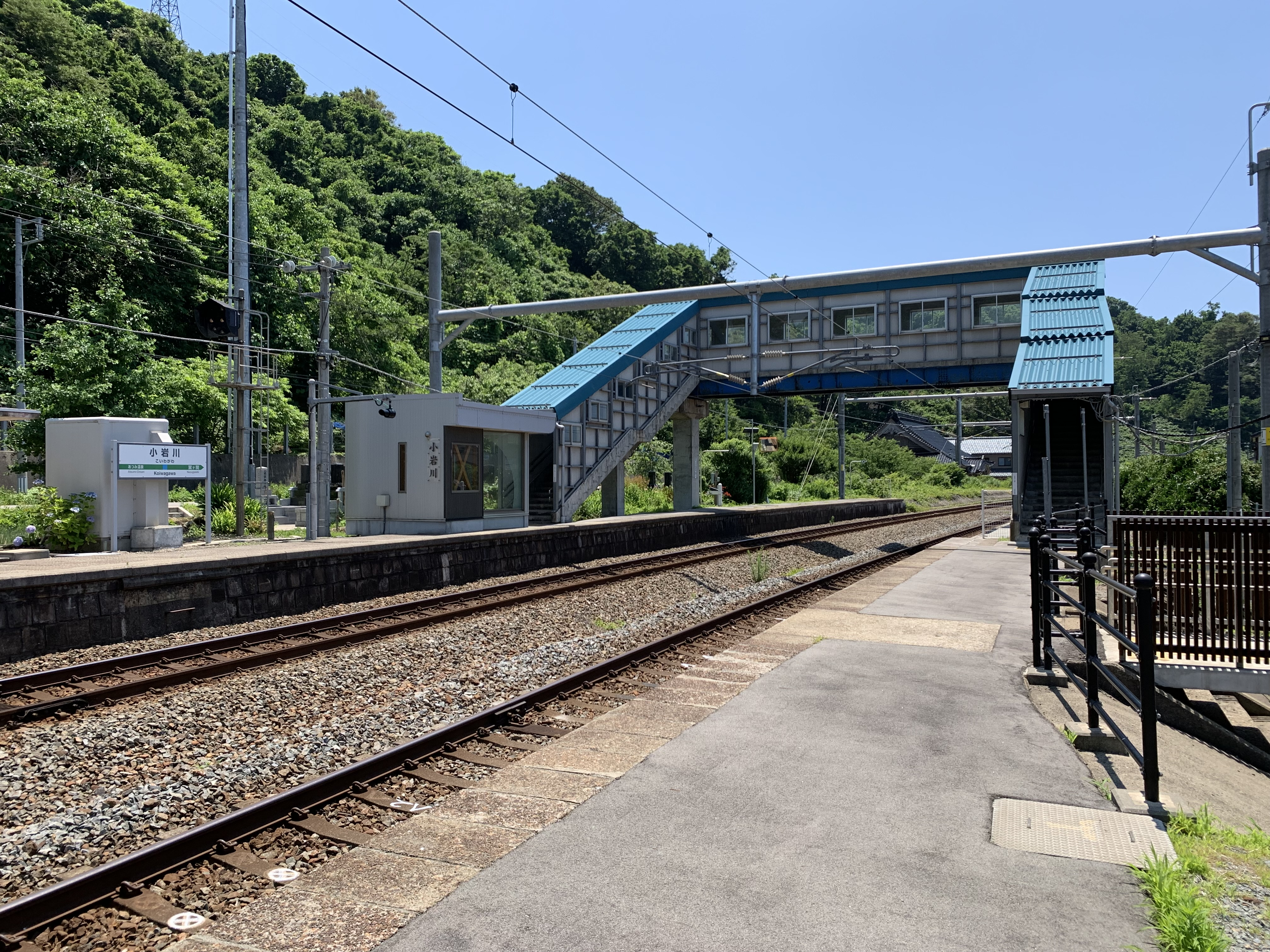
ホーム（2022年7月）

## 利用状況
「鶴岡市統計書」によると、2004年度（平成16年度）- 2009年度（平成21年度）の1日平均乗車人員の推移は以下のとおりであった。
| 1日平均乗車人員推移 | 1日平均乗車人員推移 | 1日平均乗車人員推移 | 1日平均乗車人員推移 | 1日平均乗車人員推移 |
| 年度                | 一般                | 定期                | 合計                | 出典                |
| ------------------- | ------------------- | ------------------- | ------------------- | ------------------- |
| 2004年（平成16年）  | 12                  | 36                  | 48                  | [ 10 ]              |
| 2005年（平成17年）  | 10                  | 37                  | 46                  | [ 10 ]              |
| 2006年（平成18年）  | 9                   | 30                  | 39                  | [ 10 ]              |
| 2007年（平成19年）  | 9                   | 33                  | 42                  | [ 10 ]              |
| 2008年（平成20年）  | 9                   | 35                  | 43                  | [ 10 ]              |
| 2009年（平成21年）  | 8                   | 32                  | 40                  | [ 10 ]              |

## 駅周辺
- 国道7号
- 小岩川簡易郵便局

## 隣の駅
東日本旅客鉄道（JR東日本）
■羽越本線
鼠ケ関駅 - 小岩川駅 - あつみ温泉駅
当駅とあつみ温泉駅の間には、日本国有鉄道（国鉄）時代の複線化計画の名残である新線用のトンネル（住吉山トンネル・宮名トンネル）が完成しているが、使用されていない。なお、羽越本線高速化や2006年7月に区間内で発生した土砂崩れを受けて、山形県がJR東日本に未使用の構造物の活用を提案している。